# Haagse Dierentuin

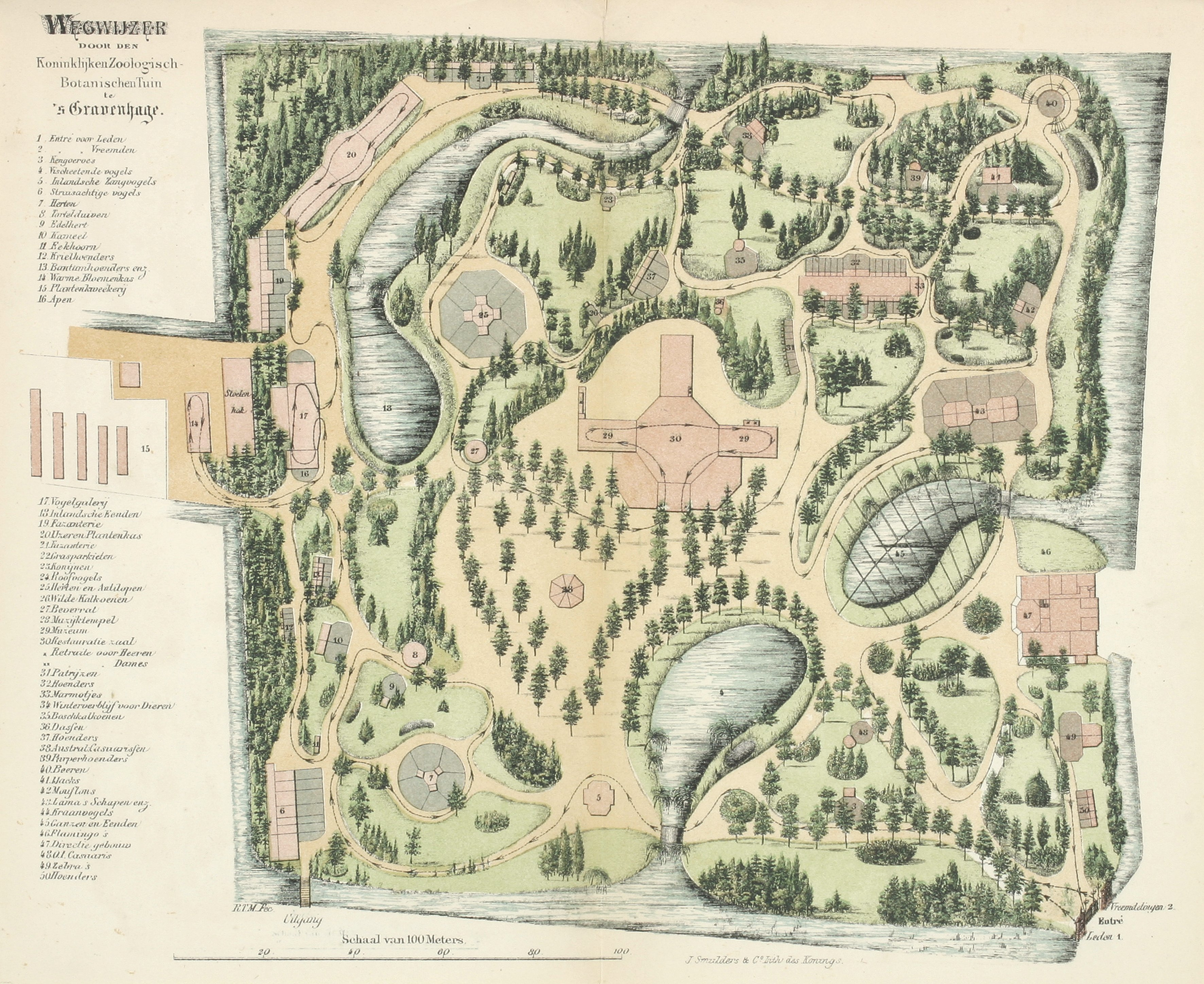
Plattegrond van de Haagse dierentuin in 1874

De Haagse Dierentuin was van 1863 tot 1943 een dierentuin in de Nederlandse stad Den Haag, gevestigd op de hoek van de Benoordenhoutseweg waar nu het Provinciehuis staat. Na de oorlog lag het terrein grotendeels braak, maar het bleef in de volksmond bekend als "de Dierentuin". In 1968 werd het resterende hoofdgebouw gesloopt en werd het terrein gebruikt voor het nieuwe provinciehuis en het gebouw van Rijkswaterstaat.

## Oprichting
In 1863 richtte het "Koninklijk Zoölogisch-Botanisch Genootschap van Acclimatatie" de Haagse Dierentuin op. De dierentuin, met als officiële naam: Koninklijke Zoölogisch-Botanische Tuin, opende met een groot hoofdgebouw, verschillende plantenkassen en wat pluimvee en viervoeters. 
Amsterdam had sinds 1838 een dierentuin Artis en Rotterdam sinds 1857 de Rotterdamsche Diergaarde in het centrum bij de Kruiskade. Lag de nadruk bij deze dierentuinen op dieren, in Den Haag richtte men zich, mede door het ontbreken van scheepvaartrelaties, op planten, Nederlandse vogels en sociale functies. Er waren in de dierentuin vijvers, ook was er een speeltuin en een plantentuin. In het hoofdgebouw werden veel evenementen gehouden, zoals toneelvoorstellingen, muziekuitvoeringen, pluimveetentoonstellingen, hondenshows, thé dansants en filmvoorstellingen. De Haagse Dierentuin kreeg zo een extra sociaal nut voor de Haagse samenleving.

## Olifanten
In 1875 is het olifantenverblijf in gebruik genomen. Een grote publiekstrekker was olifant Betsy. Er zijn in de loop der jaren vier verschillende Betsy’s geweest.
De eerste Betsy kwam als jong olifantje in 1875 naar de dierentuin. Het publiek was dol op haar en liet zich graag amuseren door haar uitgebreide repertoire aan kunstjes, zoals domino spelen en haar leeftijd tellen met een stok.
De laatste Betsy IV kwam in 1937 naar de Haagse Dierentuin. In tegenstelling tot haar voorgangers kreeg ze tijdelijk gezelschap van andere olifanten, Neeltje, Dora en Aida. Al snel verlieten deze drie laatste olifanten de dierentuin weer. Betsy IV bleef en werd soms als lopend reclamebord gebruikt. Toen de Haagse Dierentuin in 1943 gedwongen was te sluiten, verhuisde Betsy IV naar Artis in Amsterdam. Ze leefde daar tot in de jaren zestig.

## De dierentuin tussen de twee wereldoorlogen
Tijdens de Eerste Wereldoorlog nam het dierenbezit van de Haagse Dierentuin af door bezuinigingen, verkoop en sterfte. Begin jaren twintig veranderde dit en raakten de dierenverblijven weer gevuld met leeuwen, beren, wolven, zebra's, tijgers, kamelen en lama’s. Er kwam zelfs een zeehondenshow.
Op 17 februari 1927 maakte Polygoon met cavia's in de dierentuin het Marmottenfilmpje en twee jaar later een film over leeuwen en zebra's. In 1930 werd ook in Artis gefilmd.
De dierentuin was in de late jaren twintig en jaren dertig van de twintigste eeuw op het hoogtepunt van zijn bestaan.

## Tweede Wereldoorlog
Na het bombardement op Rotterdam in de meidagen van 1940 is een aantal dieren van de Rotterdamsche Diergaarde tijdelijk in de Haagse dierentuin ondergebracht.
De enige keer dat Polygoon tijdens de Tweede Wereldoorlog in de dierentuin filmde, is in 1943 bij het veertigjarige jubileum van een van de oppassers. 
De Tweede Wereldoorlog betekende het einde voor de Haagse Dierentuin. Het dierenpark moest in 1943 plaatsmaken voor de Atlantikwall Scheveningen, de verdedigingslinie van de Duitse bezetter die dwars door de dierentuin kwam te liggen. De dierentuin moest worden ontruimd en de dieren verhuisden naar Artis en Blijdorp. Kleinere dieren uit de Haagse Dierentuin moesten naar een slecht geoutilleerde kinderboerderij in het Zuiderpark.

## Na de Tweede Wereldoorlog
Na de oorlog droeg de gemeente Den Haag zorg voor het ruimen van het puin van de Atlantikwall in en om de dierentuin.
Dieren keerden niet terug naar de dierentuin. De uitzondering waren twee beertjes, die het Haagse gemeentebestuur in 1948 kreeg van het Zwitserse Bern ter gelegenheid van het 700-jarig bestaan van Den Haag. De beertjes kwamen in de gerestaureerde berenkuil van de lege dierentuin terecht. Daar gingen ze een eenzaam bestaan tegemoet. De berenkuil lag in een uithoek van de dierentuin en de looproute naar het hoofdgebouw dat nog in gebruik bleef voor evenementen ging niet langs de berenkuil. Bijna niemand kwam kijken naar de beertjes. Een beertje overleed spoedig. Het andere beertje ging in 1951 naar de Wassenaarse Dierentuin, die in 1937 was opgericht door de auto-importeur Pieter W. Louwman.
In 1963 startte de bouw van het Provinciehuis van Zuid-Holland, het Haags Montessori Lyceum en nadien de bouw van het voormalige hoofdkantoor van Rijkswaterstaat op het terrein.

## Herinneringen aan het dierentuinverleden

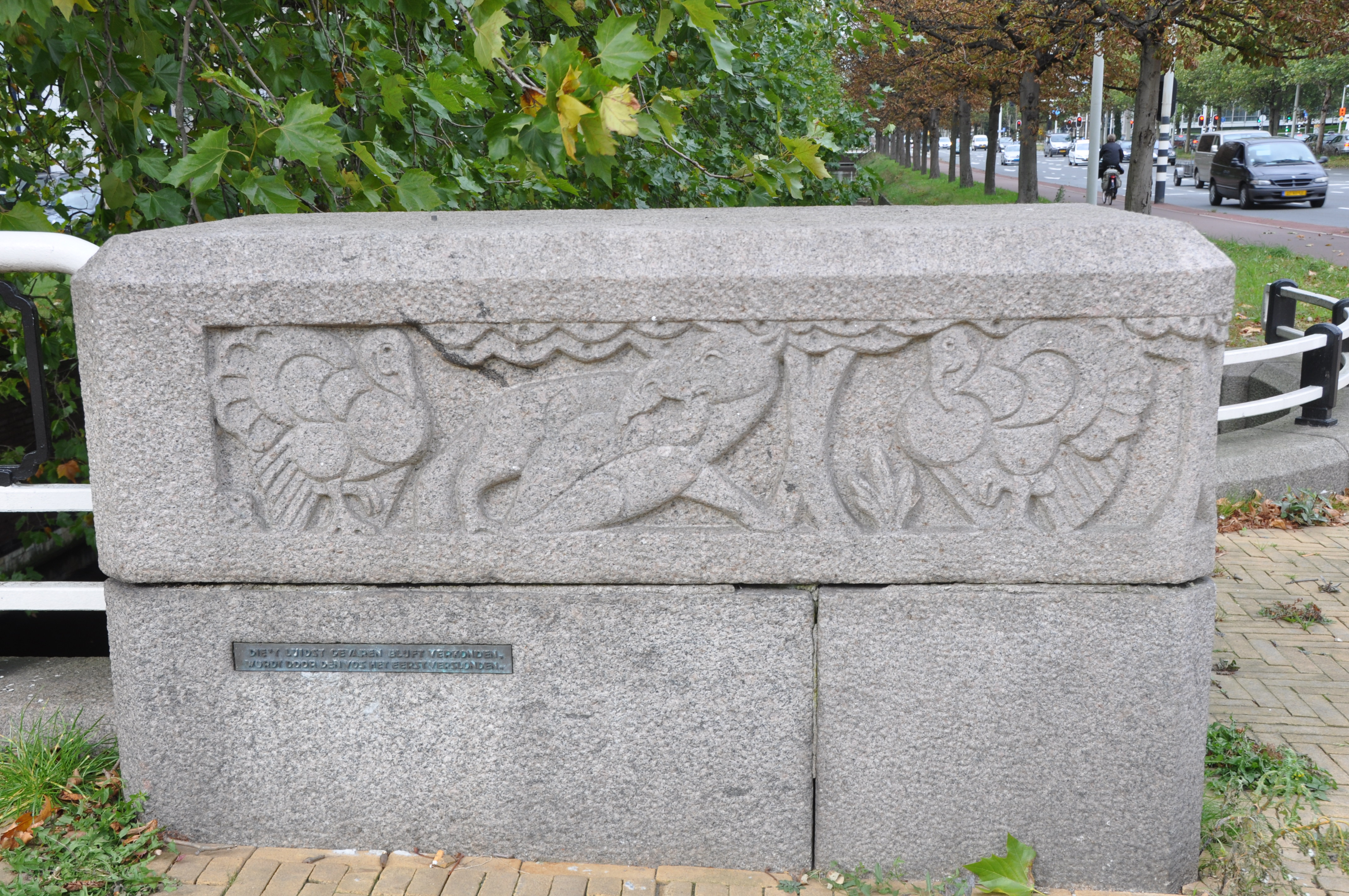
Reliëfs met afbeeldingen van dieren op de Dierentuinbrug herinneren aan de voormalige Haagse Dierentuin

Tegenwoordig zijn in en rondom het Provinciehuis verwijzingen te vinden naar de voormalige Haagse Dierentuin. Op het terrein van het Provinciehuis zijn beelden van een uil, adelaar, poema neergezet en in het gebouw hangen verscheidene oude foto’s van de Haagse Dierentuin.
Ook de Dierentuinbrug over de Koningskade herinnert nog aan de Haagse Dierentuin. Ter versiering van de uit 1939 daterende brug ontwierp kunstenares Gra Rueb (1885-1972) twaalf reliëfs met scènes uit de fabels van La Fontaine. In de Tweede Wereldoorlog was deze brug afgebroken, maar in 1949 is de brug opnieuw opgebouwd. De reliëfs waren in de oorlog opgeslagen en konden worden teruggeplaatst. Sinds 1957 heet de brug officieel Dierentuinbrug.
In 2010 organiseerde het Haags Gemeentearchief in het atrium van het stadhuis aan het Spui een tentoonstelling over de geschiedenis van de Haagse Dierentuin. De aanleiding was het verwerven van een penseeltekening van Hendrikus Matheus Horrix, waarop kinderen staan afgebeeld die een ritje maken op de olifant van de dierentuin. Het Haags Gemeentearchief heeft vele honderden foto’s en prenten met afbeeldingen van de Haagse Dierentuin in het bezit.
Er is een boekje uitgegeven met herinneringen aan de Haagsche Dierentuin door Louis Kleyweg, die zijn eerste levensjaren in deze dierentuin heeft gewoond.

## Trivia
- Na de sluiting van Dierenpark Wassenaar in 1985, ontstond de wens in Den Haag opnieuw een dierentuin in het Zuiderpark op te richten. Dit plan ging niet door.
- Tussen 1907 en 1966 kwam tramlijn 7 door de Jan van Nassaustraat. In 1908 werden er vanaf die lijn opstelsporen aangelegd op de Benoordenhoutseweg tot aan de Koningskade, voor extra trams als er evenementen waren in de dierentuin. Van 1923 tot 1928 werden die tijdelijk gebruikt door de Gele Tram naar Wassenaar en Leiden, omdat die het centrum nog niet kon bereiken. Na de opheffing van lijn 7 in 1966 zijn de sporen verdwenen.[10]